# Жировниця (Ідрія)
Жіровніца (словен. Žirovnica) — поселення в общині Ідрія регіону Горішка,  Словенія. Висота над рівнем моря: 543,2 м. Це невелике поселення в долині потоку з тією ж назвою, що впадає в р. Сора на південь від м. Зірі.